# Aurelia Cotta
Aurelia Cotta (i. e. 120 – i. e. 54), Lucius Cotta és Rutilia leánya, a későbbi diktátor, Caesar, valamint Iulia Caesaris anyja, III. Caius Iulius Caesar felesége. Apja, Lucius Aurelius Cotta i. e. 119-ben, azonos nevű nagyapja (Lucius Aurelius Cotta) i. e. 144-ben volt consul. Testvérei mindhárman betöltötték a consuli hivatalt, Caius Cotta i. e. 75-ben, Marcus Cotta i. e. 74-ben, Lucius Cotta i. e. 65-ben. Az Aurelii Cottae család Róma legbefolyásosabb és leggazdagabb családjai közé tartozott.
Cornelius Tacitus úgy mutatja be, mint az ideális matrónát, a római nő mintaképét. Plutarchus „szigorú és tekintélyes” nőnek írja le. Híres volt józan eszéről, intelligenciájáról és szépségéről.
Férje gyakori és hosszas távollétei alatt a legifjabb Iulius nevelése az ő gondja volt. Caesar jelleme és tulajdonságai az ő nevelésének eredményei. Aurelia a család tekintélyét felhasználva képes volt megvédeni fiát Lucius Cornelius Sulla ellen is.

## Fordítás
- Ez a szócikk részben vagy egészben  az   Aurelia Cotta című angol Wikipédia-szócikk fordításán alapul.  Az eredeti cikk szerkesztőit annak laptörténete sorolja fel. Ez a jelzés csupán a megfogalmazás eredetét és a szerzői jogokat jelzi, nem szolgál a cikkben szereplő információk forrásmegjelöléseként.